# مارتين سانشيز (لاعب كرة قدم)
مارتين سانشيز (بالإسبانية: Leonardo Martín Sánchez)‏ هو لاعب كرة قدم باراغواياني في مركز الهجوم، ولد في 2000 في Ybycuí ‏ في باراغواي. لعب مع أوليمبيا أسونسيون.

## وصلات خارجية
- مارتين سانشيز (لاعب كرة قدم) على موقع قاعدة بيانات كرة القدم.إي يو (الإنجليزية)
- مارتين سانشيز (لاعب كرة قدم) على موقع Soccerway.com (الإنجليزية)